# Biagio Grasso
Biagio Grasso (Napoli, 8 marzo 1961) è un dirigente sportivo, allenatore di calcio ed ex calciatore italiano, di ruolo difensore.

## Carriera

### Giocatore
La sua quasi ventennale carriera si è svolta essenzialmente in Serie C in svariate formazioni, prevalentemente campane, tranne alcune apparizioni in Serie A e Serie B agli esordi: 8 presenze fra i cadetti col Cagliari nel campionato 1986-1987 e altrettante in massima serie con l'Avellino nel torneo 1987-1988, entrambe le stagioni concluse con la retrocessione.
Vanta la vittoria del Torneo Estivo del 1986 con la squadra irpina.

### Dopo il ritiro
Ha ricoperto il ruolo di direttore sportivo della Turris, nel periodo in cui la squadra militava nel campionato di serie D, dimettendosi nel 2008 dopo il cambio di società nella squadra corallina.
Nel settembre 2008 diventa direttore sportivo del Giugliano, società militante nel campionato di Eccellenza.
Nel 2023 è nello scouting delle giovanili del Benevento.

## Statistiche

### Presenze e reti nei club
| Stagione      | Squadra   | Campionato | Campionato | Campionato | Coppe nazionali | Coppe nazionali | Coppe nazionali | Totale | Totale |
| Stagione      | Squadra   | Comp       | Pres       | Reti       | Comp            | Pres            | Reti            | Pres   | Reti   |
| ------------- | --------- | ---------- | ---------- | ---------- | --------------- | --------------- | --------------- | ------ | ------ |
| 1986-1987     | Cagliari  | B          | 8          | 0          | CI              | 2               | 0               | 10     | 0      |
| 1987-1988     | Avellino  | A          | 8          | 0          | CI              | 2               | 0               | 10     | 0      |
| lug-nov 1988  | Avellino  | B          | 0          | 0          | CI              | 4               | 0               | 4      | 0      |
| nov 1988-1989 | Spezia    | C1         | 24         | 0          | CI-C            | ?               | ?               | 24+    | 0+     |
| 1989-1990     | Nola      | C2         | 27         | 0          | CI-C            | 0               | 0               | 27     | 0      |
| 1990-1991     | Potenza   | C2         | 23         | 1          | CI-C            | ?               | ?               | 23+    | 1+     |
| 1991-1992     | Potenza   | C2         | 34         | 1          | CI-C            | ?               | ?               | 34+    | 1+     |
| 1992-1993     | Nola      | C1         | 22         | 0          | CI-C            | 2               | 0               | 24     | 0      |
| 1993-1994     | Turris    | C2         | 26+1       | 0          | CI-C            | ?               | ?               | 27+    | 0+     |
| 1994-1995     | Turris    | C1         | 22+1       | 0          | CI-C            | ?               | ?               | 23+    | 0+     |
| 1995-1996     | Albanova  | C2         | 27+3       | 1+0        | CI-C            | ?               | ?               | 30+    | 1+     |
| 1996-1997     | Albanova  | C2         | 23         | 0          | CI              | ?               | ?               | 23+    | 0+     |
| 1997-1998     | Giugliano | CND        | ?          | ?          | CI-C            | ?               | ?               | ?      | ?      |
| 1998-1999     | Giugliano | C2         | 27         | 1          | CI              | ?               | ?               | 27+    | 1+     |
| 1998-1999     | Giugliano | C2         | 19         | 1          | CI              | ?               | ?               | 19+    | 1+     |

## Palmarès
- Torneo Estivo del 1986: 1

Avellino: 1986
- Serie C2: 1

Potenza: 1991-1992
- Scudetto Dilettanti: 1

Giugliano: 1997-1998